# Kamov Ka-50

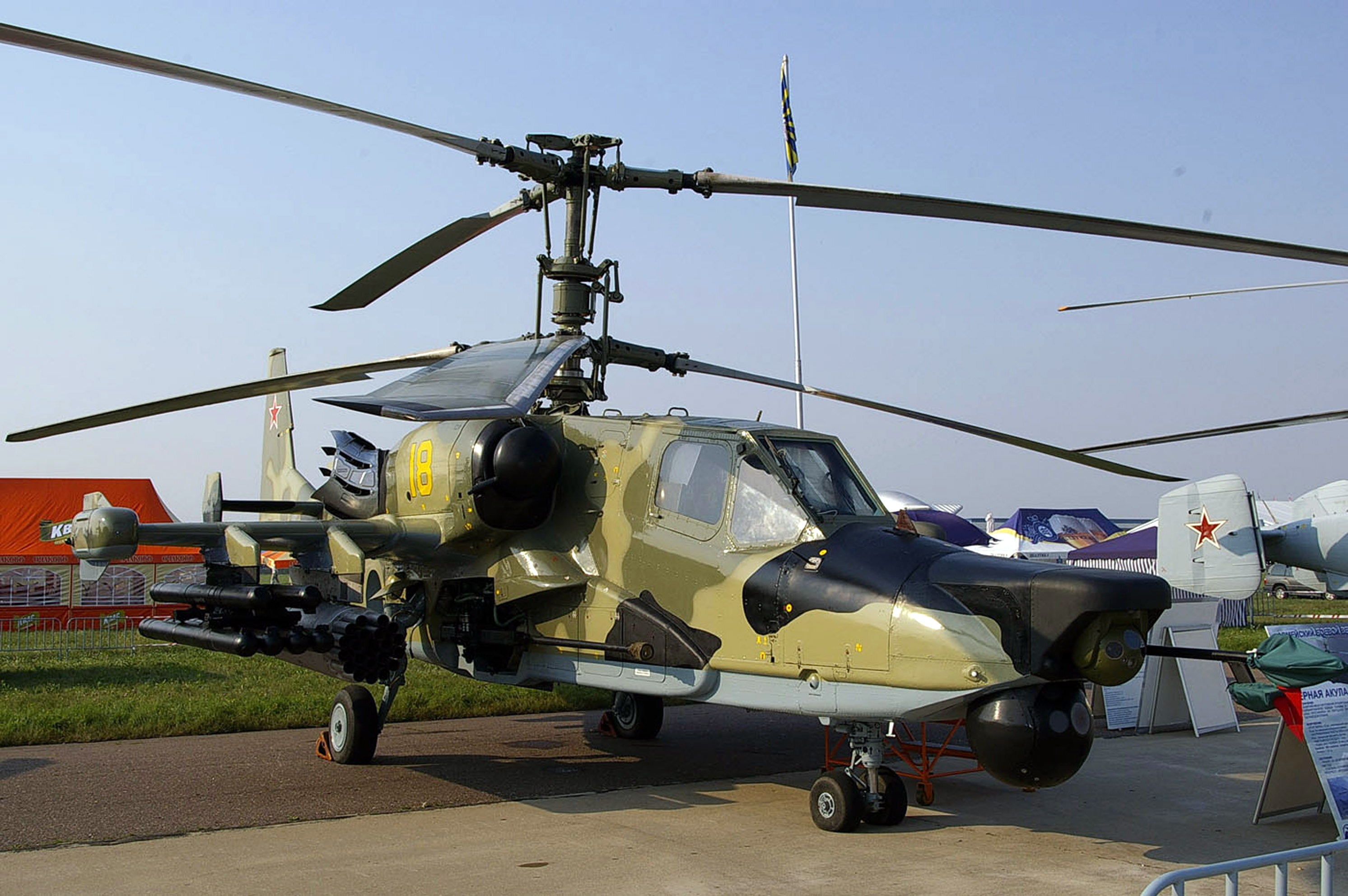
Kamov Ka-50 presso il Moscow International Air Show il 21 agosto 2008 all'aeroporto Ramenskoye di Zhukovsky, Russia.

Il Kamov Ka-50 (in cirillico: Камов Ка-50, nome in codice NATO: Hokum) anche noto come Black Shark (in russo: Čërnaja Akula), era un elicottero d'attacco monoposto a rotori coassiali controrotanti, sviluppato negli anni ottanta dall'OKB diretto da Nikolaj Il'ič Kamov ed entrato in servizio con le Forze armate della Federazione Russa nel 1995.
Progettato per missioni di attacco contro obiettivi tattici e mezzi corazzati, la sua caratteristica configurazione monoposto, scelta per enfatizzarne prestazioni e manovrabilità, si è dimostrata essere il suo più grande limite: unico elicottero d'attacco al mondo con un solo membro d'equipaggio, il Ka-50 non si dimostrò in grado di condurre missioni in autonomia, in quanto necessitava dell'appoggio di velivoli ricognitori che sgravassero il pilota dall'onerosa attività di monitoraggio e rilevazione bersagli.
Per tali motivi, le Forze armate russe optarono di non proseguire con l'adozione del mezzo. Nel 2009 ne venne infatti sospesa la produzione, dopo soli 17 esemplari.
Al contrario, la Kamov realizzò una variante in configurazione biposto del velivolo denominata Kamov Ka-52 Alligator (in cirillico: Камов Ка-52 Аллигатор, nome in codice NATO: Hokum-B) la quale dal 2009, risolti i problemi relativi ai carichi di lavoro dell'equipaggio, è stata ufficialmente adottata dalle forze armate russe in sostituzione del Ka-50.

## Storia
Il Ka-50 deriva dal prototipo V-80Sh-1, un'evoluzione studiata nel 1975 del V-60, a sua volta un progetto di elicottero armato basato sul Ka-26 civile degli anni sessanta.  Nel dicembre 1977 iniziarono i lavori di sviluppo sul progetto V-80 (in russo: Vertolyet 80, in inglese: Helicopter 80) che si conclusero con il primo volo del primo prototipo '010' datato 17 giugno 1982, che fu emulato nel 1983 da un secondo prototipo, numerato '011'.
Su ordine del consiglio dei ministri dell'allora Unione Sovietica, il 14 dicembre 1987 venne autorizzata la realizzazione di un primo esemplare di serie e dopo una serie di test di valutazione sulle prestazioni in volo e sui sistemi di bordo, il governo sovietico ordinò un primo lotto di elicotteri nel 1990. Il modello fu presentato in pubblico come Ka-50 nel marzo 1992 ad un convegno aeronautico nel Regno Unito ed entrò in servizio nel 1995.

## Caratteristiche
Il Ka-50 è stato progettato per essere piccolo, veloce e agile, con lo scopo di ottenere la massima capacità possibile di sopravvivenza e efficacia sul campo di battaglia.
La ricerca del massimo risparmio possibile in peso e dimensioni, pur di ottenere la massima velocità e agilità possibile, ha portato a progettare l'elicottero con un solo pilota, unico caso tra gli elicotteri d'attacco. La Kamov, dopo un approfondito studio sull'impiego degli elicotteri in Afghanistan e altre zone di guerra, affermò di essere giunta alla conclusione che la tipica missione di attacco, descritta come strutturata nella maggioranza dei casi in un avvicinamento a bassa quota, salita per l'acquisizione del bersaglio e sparo con le armi di bordo, non richiederebbe contemporaneamente attività di navigazione, manovra e gestione dell'armamento al pilota. Con questa convinzione, l'ufficio progetti teorizzò che un solo pilota, se dotato di sistemi ben armonizzati ed efficaci, sarebbe in grado di condurre una missione bellica interamente da solo. È tuttora una questione controversa se nella realtà i piloti dello Squalo Nero siano sottoposti a uno sforzo eccessivo a causa dell'elevato carico di lavoro.
All'epoca la configurazione con singolo pilota per un elicottero d'attacco era considerata talmente poco praticabile dagli osservatori della NATO da suggerire una tecnica di inganno alla Kamov: i primi due prototipi di Ka-50 avevano dei falsi finestrini dipinti. L'artificio ottenne perfettamente il suo scopo e i primi resoconti sul modello redatti nel mondo occidentale furono infatti largamente inaccurati.

### Rotori coassiali
A similitudine di altri elicotteri Kamov, l'Hokum utilizza un caratteristico sistema con due rotori coassiali controrotanti che eliminano la necessità di un rotore di coda e aumentano notevolmente le capacità acrobatiche dell'elicottero. Il Ka-50 è infatti in grado di effettuare looping, tonneau e il "funnel": una manovra di mitragliamento circolare, nella quale l'elicottero mantiene l'allineamento verso l'obiettivo pur volando in circolo e cambiando quota e velocità durante la manovra.
Utilizzando due rotori è possibile limitarne il diametro a parità di spinta generata. Come conseguenza rotori più piccoli hanno una minore velocità dell'estremità delle pale rispetto ai rotori singoli più grandi. Poiché la velocità della estremità della pala che avanza lungo la direzione del moto è la principale causa di limitazione della velocità massima degli elicotteri, la configurazione a rotori coassiali consente velocità di punta maggiori rispetto a quelle di elicotteri più convenzionali, tipo lo Hughes AH-64 Apache.
L'eliminazione del rotore di coda, inoltre, fornisce un supplemento di potenza disponibile, poiché normalmente gli organi meccanici necessari sottraggono fino al 30% della potenza dei motori. Un ulteriore vantaggio rispetto alla soluzione con rotore principale unico è costituito dal fatto che l'albero di trasmissione e la scatola di ingranaggi posteriori sono frequentemente causa di perdita degli elicotteri in combattimento. L'intera trasmissione dello Squalo Nero presenta un bersaglio relativamente piccolo al fuoco delle armi da terra e la Kamov sostiene che il sistema di rotori è progettato per resistere a colpi di armi calibro 23 mm, come il resto dell'elicottero.
Come vantaggio supplementare, con due rotori identici controrotanti la compensazione naturale tra le coppie di rotazione dona al Ka-50 la caratteristica di essere marcatamente più immune, rispetto ad altri modelli, nei confronti delle variazioni di direzione e intensità del vento e di avere la maggior velocità di virata in tutte le condizioni di volo e di velocità possibili rispetto agli altri elicotteri.

### Seggiolino eiettabile
Per migliorare la capacità di sopravvivenza del pilota, il Ka-50 è dotato di un seggiolino eiettabile NPP Zvezda K-37-800, caratteristica unica per un elicottero. All'atto dell'espulsione, prima che il razzo spinga fuori il sedile dall'abitacolo, le pale del rotore vengono fatte staccare da una carica esplosiva nel mozzo, così come accade per il tettuccio.
Il primo prototipo di Ka-50 fu soprannominato "оборотень" (oborotenʹ - lupo mannaro), ma il nome ufficiale scelto dalla Kamov è "Чёрная акула", (Čërnaja akula - Squalo Nero). Lo sviluppo dell'elicottero venne portato avanti in tempo record, grazie alla politica rivelatasi valida da parte della Kamov di distaccare propri ingegneri di raccordo tecnico presso i fornitori di componenti principali e presso i subfornitori.
La riduzione delle spese militari conseguente al collasso dell'Unione Sovietica causò un taglio di fondi al programma, che non fece in tempo a entrare nella fase di piena produzione e quindi sono stati prodotti relativamente solo pochi esemplari dell'Hokum.
La produzione fu riavviata nel 2006. In seguito, verso la fine del 2008, è stato annunciato che solo 5 esemplari in più verranno prodotti e che la produzione verrà riconfigurata per produrre esclusivamente il più adattabile ed evoluto Ka-52.

## Versioni
- Ka-50: versione standard.
- Ka-50S: versione con visore notturno Rubicon-N ed avionica migliorata. Prodotto in un unico esemplare,  (n. 1420-355)  ha effettuato il primo volo il 4 marzo 1997.
- Ka-50N: versione con capacità di navigazione notturna, conferitagli dal sistema FLIR Samshit-50T montato sulla prua.
- Kamov Ka-50-2 "Erdogan": versione biposto progettata in collaborazione con la Israel Aircraft Industries destinata al mercato turco.
- Kamov Ka-52: versione biposto ognitempo del Ka-50 progettata per far fronte alle necessità di coordinamento tra unità, rilevazione bersagli, comunicazioni con le truppe di terra. Il Ka-52 ha l'85% delle parti in comune con il Ka-50.

## Utilizzatori
Russia
- Voenno-vozdušnye sily Rossijskoj Federacii

12 esemplari di serie consegnati (sui 17 realizzati). 6 Ka-50 in servizio attivo al 2011 ed utilizzati come addestratori. Al 2018, il Ka-50 non risulta più operativo.